# Albiorix parvidentatus
Espèce
Albiorix parvidentatus est une espèce de pseudoscorpions de la famille des Ideoroncidae.

## Distribution
Cette espèce se rencontre aux États-Unis en Californie, en Arizona et au Nouveau-Mexique et au Mexique en Basse-Californie,.

## Description
Les mâles mesurent de 1,70 à 3,15 mm et les femelles de 2,03 à 3,05 mm.

## Publication originale
- Chamberlin, 1930 : A synoptic classification of the false scorpions or chela-spinners, with a report on a cosmopolitan collection of the same. Part II. The Diplosphyronida (Arachnida-Chelonethida). Annals and Magazine of Natural History, sér. 10, vol. 5, p. 1-48 & 585-620.